# Celes
Celes är ett släkte av insekter. Celes ingår i familjen gräshoppor.
Kladogram enligt Catalogue of Life:
| Celes | \| \| Celes skalozubovi \| \| \| \| \| \| Celes variabilis \| \| \| \| |
|       | \| \| Celes skalozubovi \| \| \| \| \| \| Celes variabilis \| \| \| \| |
|       | Celes skalozubovi                                                      |
|       |                                                                        |
|       | Celes variabilis                                                       |
|       |                                                                        |